# Диференціальне рівняння Бернуллі
Диференціальне рівняння Бернуллі — диференціальне рівняння вигляду:
{\displaystyle y'+P(x)y=Q(x)y^{n}\,}, n≠1, 0.
назване на честь Якоба Бернуллі.

## Метод розв'язку
1. Поділимо ліву і праву частини на {\displaystyle y^{n}}
{\displaystyle {\frac {y'}{y^{n}}}+{\frac {P(x)}{y^{n-1}}}=Q(x).}
2. Зробимо заміну
{\displaystyle w={\frac {1}{y^{n-1}}}}
{\displaystyle w'={\frac {(1-n)}{y^{n}}}y'}
3. Розв'язуємо диференціальне рівняння
{\displaystyle {\frac {w'}{1-n}}+P(x)w=Q(x)}
Його можна розв'язати за допомогою інтегрувального множника
{\displaystyle M(x)=e^{(1-n)\int P(x)dx}.}

## Приклад
{\displaystyle y'-{\frac {2y}{x}}=-x^{2}y^{2}}
Поділимо на {\displaystyle y^{2}}
{\displaystyle y'y^{-2}-{\frac {2}{x}}y^{-1}=-x^{2}}
Заміна змінних
{\displaystyle w={\frac {1}{y}}}
{\displaystyle w'={\frac {-y'}{y^{2}}}.}
{\displaystyle w'+{\frac {2}{x}}w=x^{2}}
{\displaystyle M(x)=e^{2\int {\frac {1}{x}}dx}=x^{2}.}
Помножимо на {\displaystyle M(x)},
{\displaystyle w'x^{2}+2xw=x^{4},\,}
{\displaystyle \int (wx^{2})'dx=\int x^{4}dx}
{\displaystyle wx^{2}={\frac {1}{5}}x^{5}+C}
{\displaystyle {\frac {1}{y}}x^{2}={\frac {1}{5}}x^{5}+C}
Результат  
{\displaystyle y={\frac {x^{2}}{{\frac {1}{5}}x^{5}+C}}}